# سگ باسکرویل (فیلم ۱۹۸۳)
سگ باسکرویل (انگلیسی: The Hound of the Baskervilles) فیلمی است که در سال ۱۹۸۳ منتشر شد. از بازیگران آن می‌توان به ایان ریچاردسون، مارتین شا، دنهلم الیوت، برایان بلسد و النور برون اشاره کرد.